# Jarosław Konopka
Jarosław Konopka (ur. 3 kwietnia 1960, zm. 12 kwietnia 2019) – polski piłkarz występujący na pozycji obrońcy, trener piłkarski.

## Życiorys
Pierwszym klubem w jego karierze był CKS Czeladź. W 1979 roku przeszedł do Zagłębia Sosnowiec. W sosnowieckim klubie oficjalnie zadebiutował 28 lipca w przegranym 2:3 spotkaniu z Górnikiem Zabrze. W tym okresie był młodzieżowym reprezentantem Polski. Piłkarzem Zagłębia był do końca 1982 roku, rozgrywając w tym okresie 72 mecze w I lidze. Następnie grał w ROW Rybnik, a w latach 1987–1991 w Górniku Wojkowice. Na dalszym etapie kariery był grającym trenerem Cyklonu Rogoźnik, a także piłkarzem Błękitnych Sarnów i ponownie Górnika Wojkowice.
W 1997 roku został asystentem trenera Krzysztofa Tochela w Zagłębiu Sosnowiec. W sezonie 2000/2001 był asystentem Władysława Szaryńskiego, a następnie Jerzego Dworczyka. W ostatnich sześciu kolejkach sezonu był pierwszym trenerem klubu, utrzymując go w lidze. W sezonie 2001/2002 był asystentem Franciszka Krótkiego. Następnie prowadził zespoły amatorskie.

## Statystyki ligowe
| Sezon         | Klub               | Liga   | Mecze | Gole |
| ------------- | ------------------ | ------ | ----- | ---- |
| 1979/1980     | Zagłębie Sosnowiec | I liga | 27    | 0    |
| 1980/1981     | Zagłębie Sosnowiec | I liga | 22    | 0    |
| 1981/1982     | Zagłębie Sosnowiec | I liga | 15    | 0    |
| 1982/1983 (j) | Zagłębie Sosnowiec | I liga | 8     | 0    |